# Mura di Ripatransone
Le mura di Ripatransone sono la cerchia difensiva dell'omonima cittadina delle Marche.

## Storia
Le fortificazioni della città, sorta dall'unione di quattro castelli, furono ultimate al massimo nel 1198, ma la tradizione ritiene che le prime opere difensive fossero già costruite nell'anno 822, per volere del fondatore eponimo conte Trasone. La data è verosimile se si considera che, di lì a pochi anni, la nuova città fu già chiamata a difendere sé stessa e il Piceno dai Saraceni.
La cinta acquistò uno sviluppo notevole con la crescita di importanza strategica della città, e con la costruzione (XV-XVI secolo) di un complesso a protezione delle risorse idriche del paese, detto Complesso delle Fonti, con una corte e le due porte Cuprense e San Domenico.
L'opera difensiva fu poi oggetto di un importante restauro negli anni '40 del XV secolo, a causa delle guerre contro lo Sforza. Un altro rafforzamento si ebbe oltre un secolo dopo, sotto il pontificato di Sisto V.
Ne risulta una delle cinte murarie più ricche e articolate delle Marche: nell'Ottocento si stimò che la lunghezza del perimetro raggiungesse i 2.418 metri.

## Descrizione

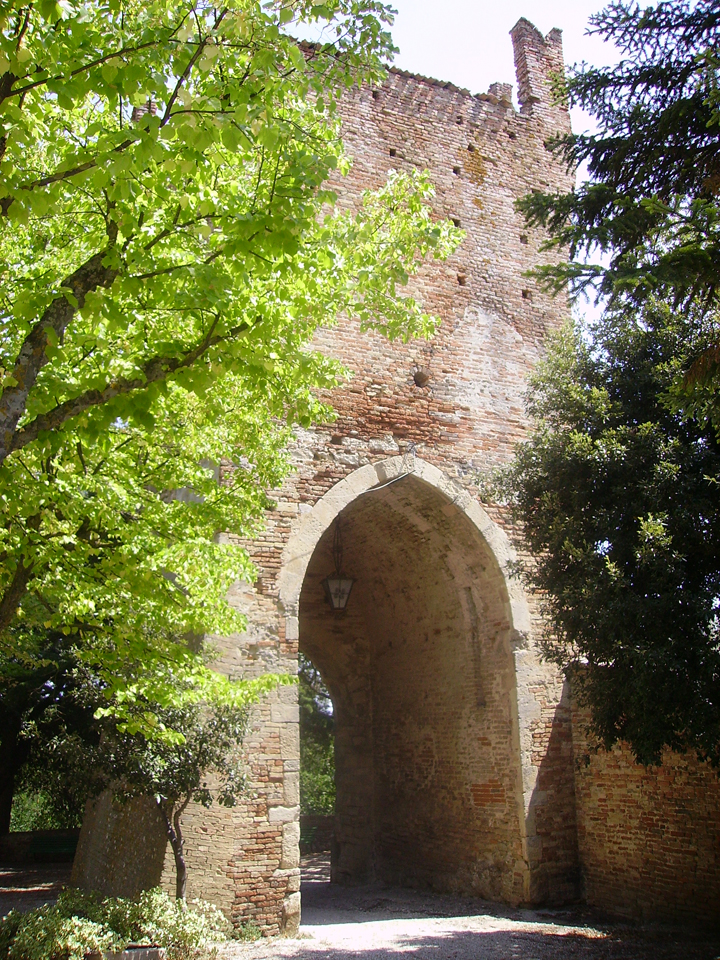
Porta di Monte Antico

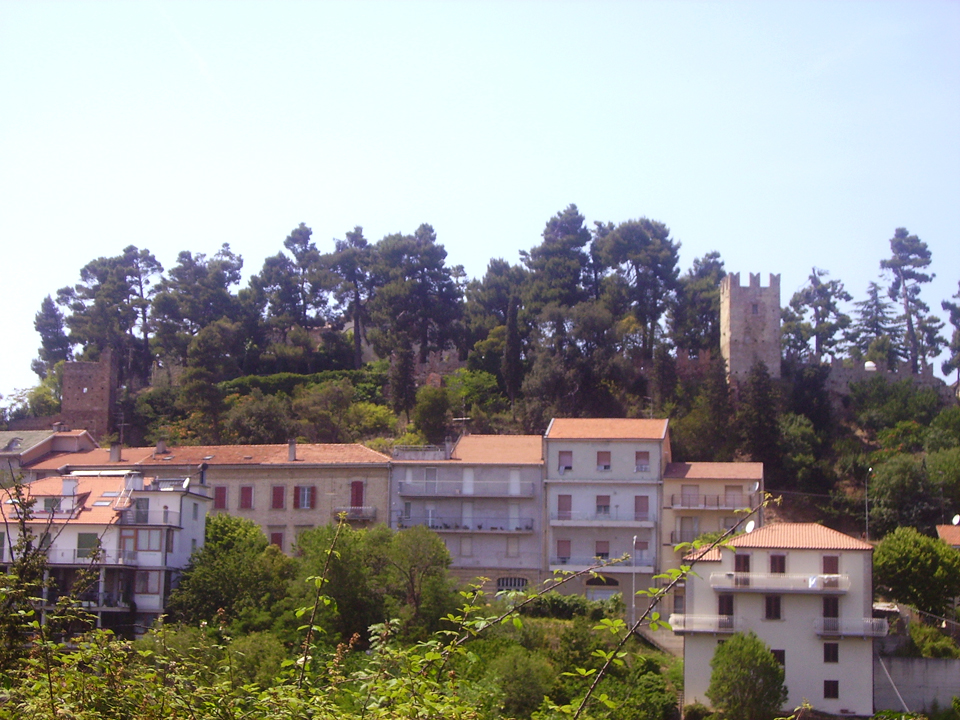
Le fortificazioni del Colle San Nicolò

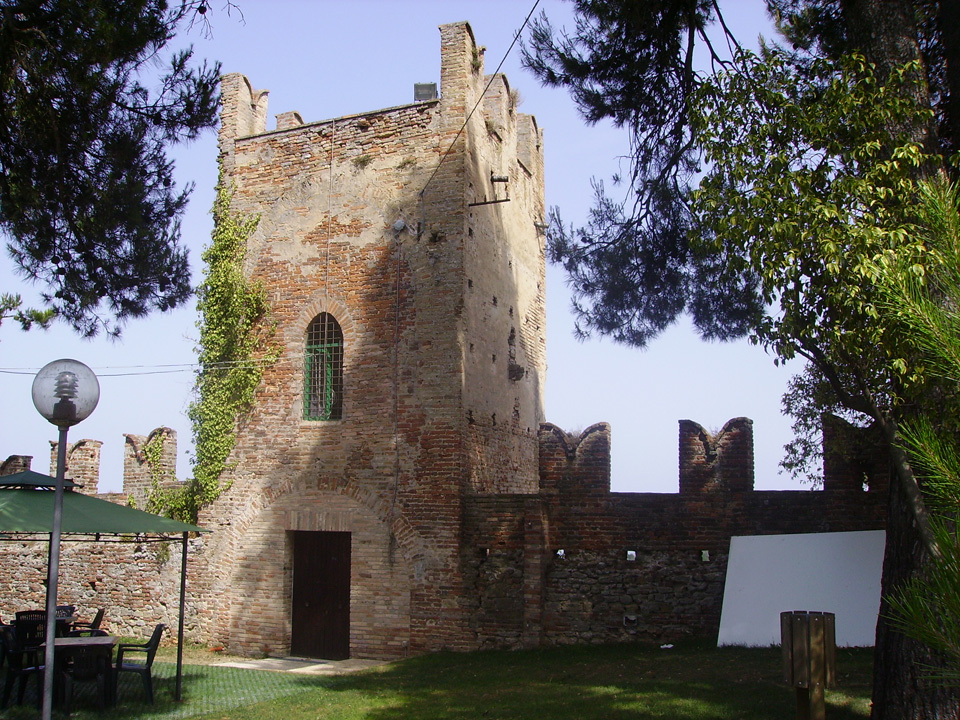
Torrione del Colle San Nicolò

Nonostante l'alterna prevalenza delle fazioni guelfe e ghibelline, come molte altre città Ripa adottò i merli a coda di rondine. Numerosi frammenti di muro e interi torrioni si rinvengono tutt'intorno al paese.
Delle quattro porte principali, tre (Porta di Monte Antico, Porta d'Agello e Porta San Domenico) sono perfettamente conservate. Porta di Capodimonte (detta popolarmente del Macello) è invece venuta meno, con un tratto della cortina ovest-nord ovest, nei lavori di costruzione della variante alla SP 23 Cuprense.
Porta di Monte Antico, la più nota per essere tuttora situata lungo la principale via d'accesso alla città, è a pianta quadrata, con arco a sesto acuto di probabile origine trecentesca. Dai documenti (in specie una pianta della città di anonimo del XVII secolo) risulta essere stata provvista di antemurale difensivo, come, del resto, la scomparsa Porta di Capodimonte.
Alle porte principali si aggiunge la nota Porta Cuprense, così chiamata perché aperta sul lato della collina rivolto al mare, e dunque all'imbocco dell'antica via per Cupra Marittima. Essa forma, con Porta San Domenico (di accesso al quartiere di Roflano), il Complesso delle Fonti: un raddoppio della cinta sul lato "debole" del paese, la cui cortina e i cui torrioni sono conservati per buona parte.
Due torrioni sorvegliano ancora il Colle San Nicolò, uniti da un lungo tratto di muro che si interrompe poco prima di Porta di Monte Antico per far posto alla strada provinciale. Essi appaiono inoltre collegati, sempre tramite frammenti di muro, a un'ulteriore struttura in viale Cellini. Altri due torrioni sono poi individuabili nel quartiere di Agello, con l'omonima porta.

## Galleria d'immagini

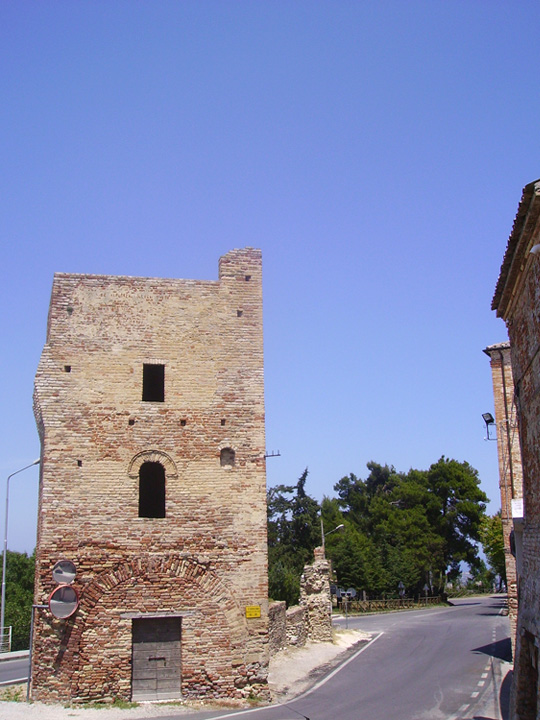
Porta d'Agello
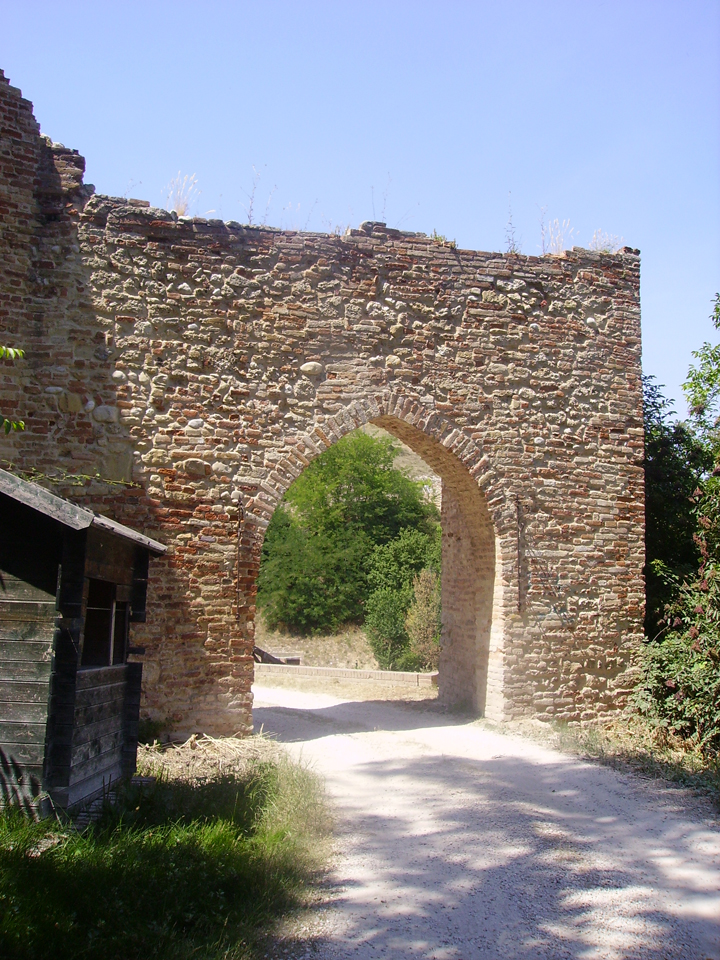
Porta Cuprense